# Apuntes de un viaje al Iberá
 Apuntes de un viaje al Iberá  es una película documental de ficción filmada en 16 mm coproducción de Argentina y Alemania  dirigida por Alcides Chiesa sobre su propio guion que se produjo en 1991 y nunca se estrenó comercialmente. Tuvo como actores principales a Thomas Fisher y Carolina Fuselli.
Fue exhibida en Festival de Cine de La Habana y en el Festival de Cine de Huelva. Distribuida en 13 países se dio en cines de Alemania en 1992 y se exhibió en Argentina en 1993.

## Sinopsis
Rob, un joven berlinés, viaja hacia el Iberá, ese lugar sobre el que se cuentan tantas leyendas, en busca de sus raíces pero en lugar de exotismo encuentra miseria. 

## Reparto
- Thomas Fisher
- Carolina Fuselli
- Santos Maidana
- Omar Solís
- Santos Martínez
- Roberto Causse